# Blue Is the Colour (píseň)
Blue Is the Colour je hymna anglického fotbalového klubu Chelsea FC. Píseň nazpívali tehdejší hráči před finálem Ligového poháru 1972. Nahrávka vydaná společností Penny Farthing Records se poté stala jednou z nejznámějších anglických klubových písniček. Po 52 letech ji stále zpívají fanoušci na Stamford Bridge před každým domácím zápasem.

## Ostatní verze
V České republice a Slovenské republice je nejznámější verze Františka Ringa Čecha Zelená je tráva, která se v Československu uchytila jako fotbalová hymna.
V roce 1978 její melodii použil americký fotbalový klub Vancouver Whitecaps FC pro svoji hymnu White Is the Colour.
Pro Letní olympijské hry 1972 byl tento song přezpíván Flemmingem Anthonym do dánštiny. Píseň Rød-hvide farver (červená a bílá barva) poté byla oficiální hymnou Dánské fotbalové reprezentace.
Verze Green Is the Colour se stala první oficiální bojovou písní kanadského ragbyového týmu Saskatchewan Roughriders.